# Hänsel und Gretel (film, Janssen)
Pour les articles homonymes, voir Hansel et Gretel (homonymie).
Hansel und Gretel est un film allemand de Walter Janssen sorti en 1954.

## Synopsis
Le film reprend le thème du conte traditionnel allemand, dont on connaît surtout la version des frères Grimm, Hansel et Gretel. Deux enfants perdus et affamés découvrent avec émerveillement une maison de pain d'épices au milieu de la forêt. Mais la sorcière n'est pas loin.

## Fiche technique
- Réalisation : Walter Janssen
- Scénario : Gerhard F. Hummel
- Musique : Giuseppe Becce
- Production : Hubert Schonger
- Société de production : Schongerfilm
- Durée : 54 minutes

## Distribution
- Jürgen Micksch : Hansel
- Maren-Inken Bielenberg : Gretel
- Jochen Diestelmann : le père
- Ellen Frank : la mère
- Barbara Gallauner : la sorcière